# Nederländernas Grand Prix 1976
Nederländernas Grand Prix 1976 var det tolfte av 16 lopp ingående i formel 1-VM 1976.  

## Resultat
1. James Hunt, McLaren-Ford, 9 poäng
2. Clay Regazzoni, Ferrari, 6
3. Mario Andretti, Lotus-Ford, 4
4. Tom Pryce, Shadow-Ford, 3
5. Jody Scheckter, Tyrrell-Ford, 2
6. Vittorio Brambilla, March-Ford, 1
7. Patrick Depailler, Tyrrell-Ford
8. Alan Jones, Surtees-Ford
9. Jochen Mass, McLaren-Ford
10. Jean-Pierre Jarier, Shadow-Ford
11. Henri Pescarolo, BS Fabrications (Surtees-Ford)
12. Rolf Stommelen, Hesketh-Ford

### Förare som bröt loppet
- Jacky Ickx, Ensign-Ford (varv 66, elsystem)
- Boy Hayje, F&S Properties (Penske-Ford) (63, bakaxel)
- Carlos Pace, Brabham-Alfa Romeo (53, oljeläcka)
- Jacques Laffite, Ligier-Matra (53, oljeläcka)
- Ronnie Peterson, March-Ford (52, oljetryck)
- Harald Ertl, Hesketh-Ford (49, snurrade av)
- John Watson, Penske-Ford (47, växellåda)
- Larry Perkins, Boro-Ford (44, olycka)
- Emerson Fittipaldi, Fittipaldi-Ford (40, elsystem)
- Carlos Reutemann, Brabham-Alfa Romeo (11, koppling)
- Gunnar Nilsson, Lotus-Ford (10, olycka)
- Hans-Joachim Stuck, March-Ford (9, motor)
- Conny Andersson, Surtees-Ford (9, motor)
- Arturo Merzario, Wolf-Williams-Ford (5, olycka)

### Förare som ej kvalificerade sig
- Alessandro Pesenti-Rossi, Scuderia Gulf Rondini (Tyrrell-Ford)

## Bildgalleri

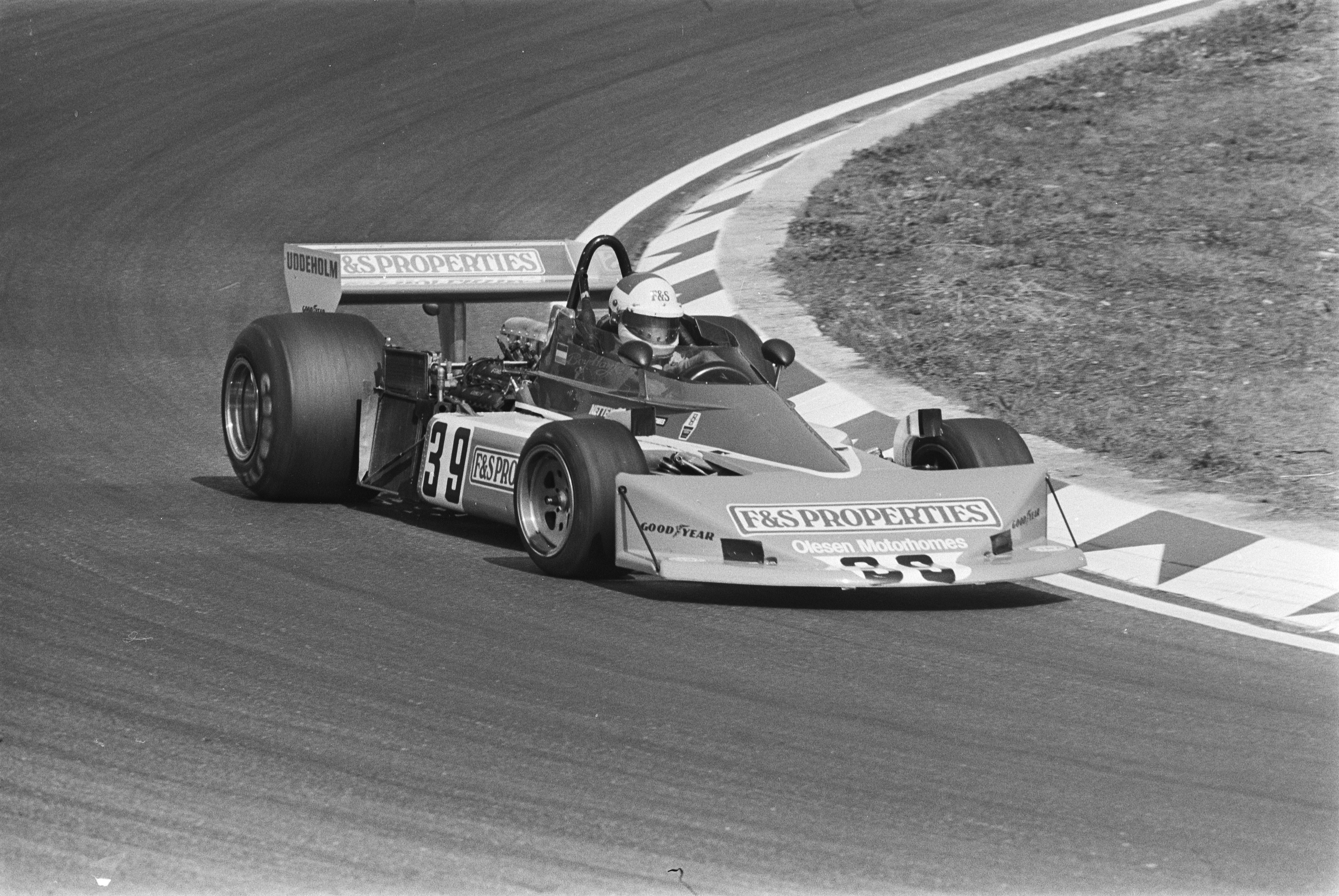
Hemmaföraren Boy Hayje under den fria träningen.
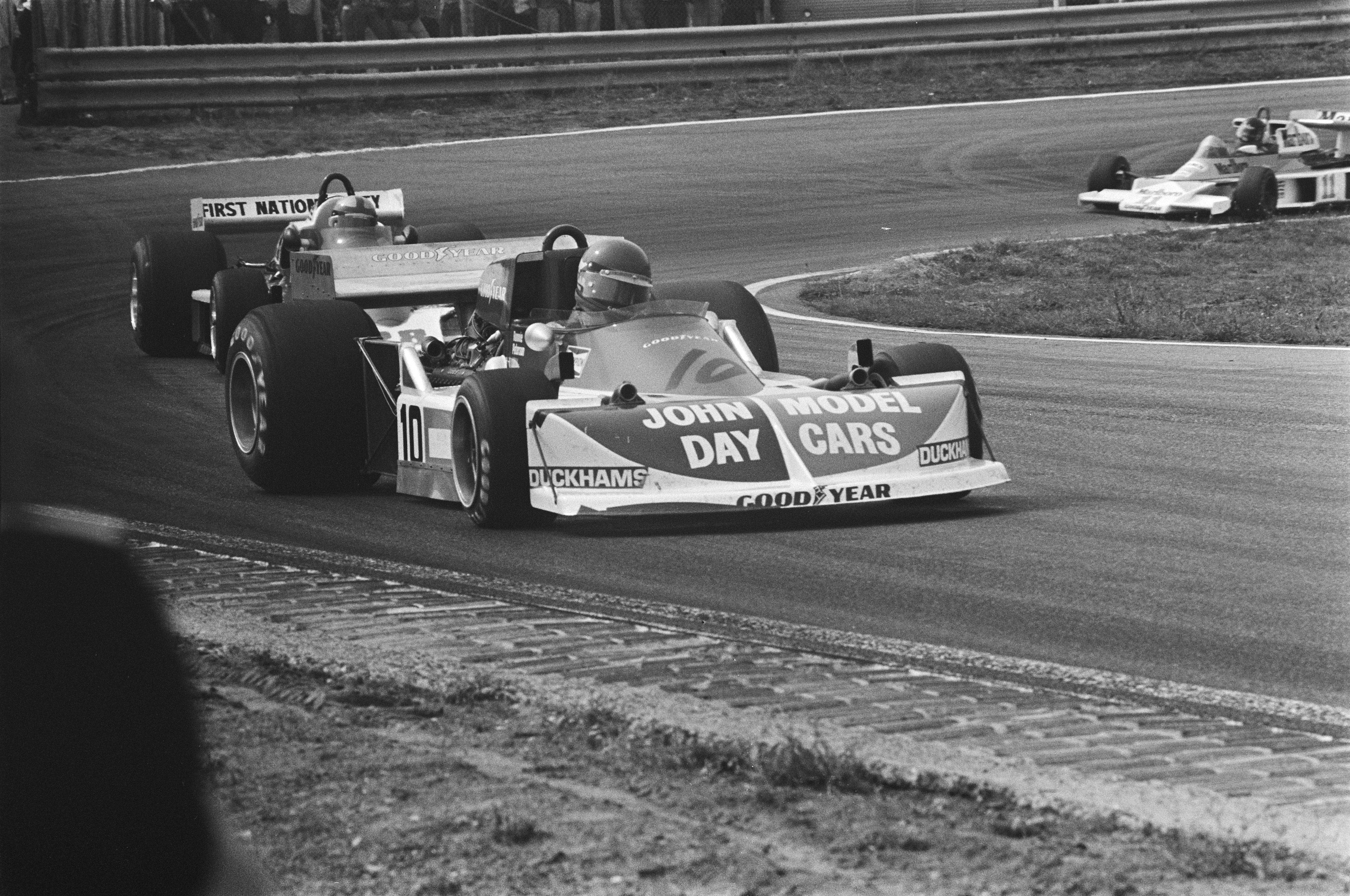
Ronnie Peterson startade från pole position men bröt på det 52:a varvet.
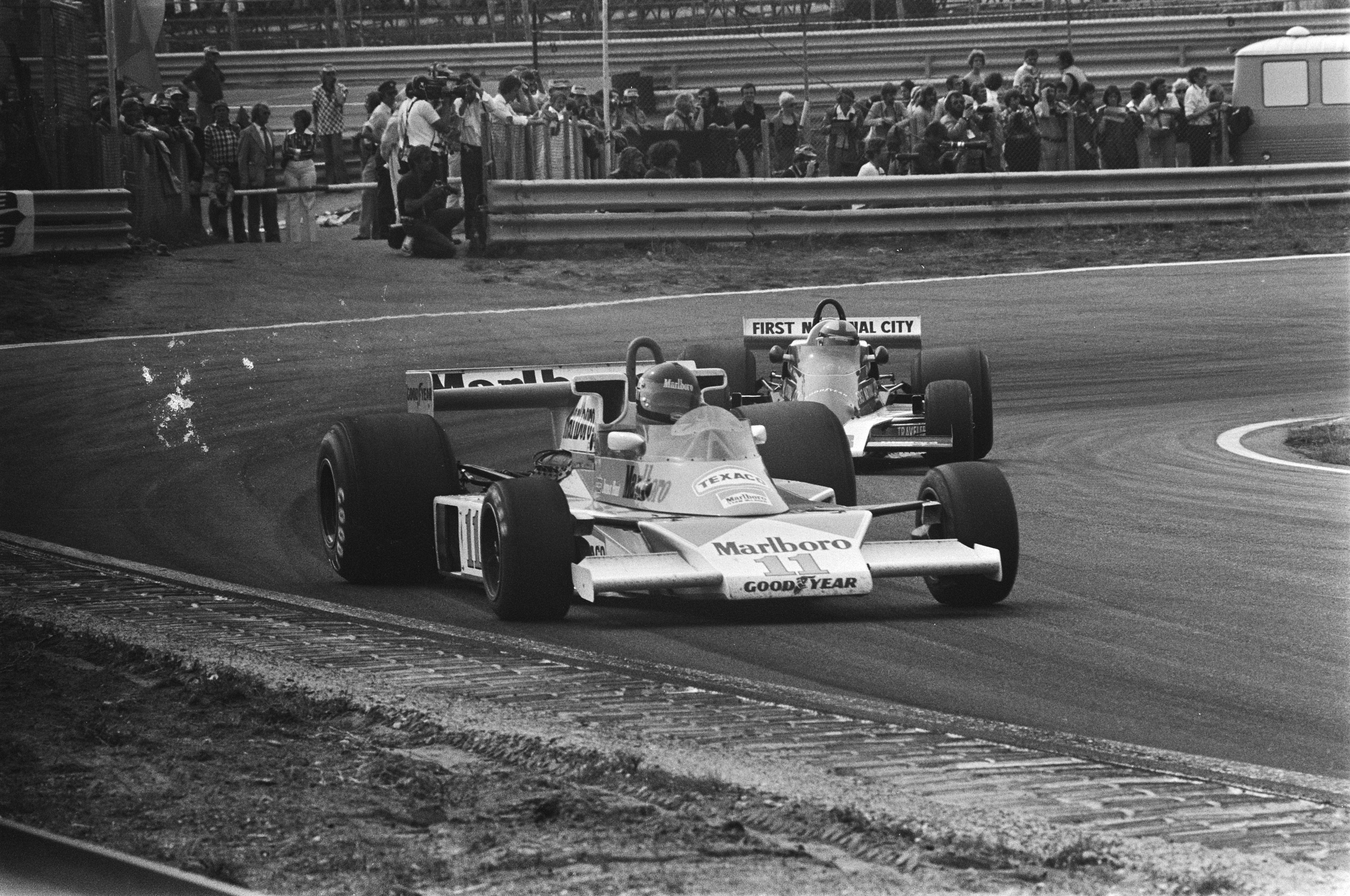
James Hunt leder före John Watson
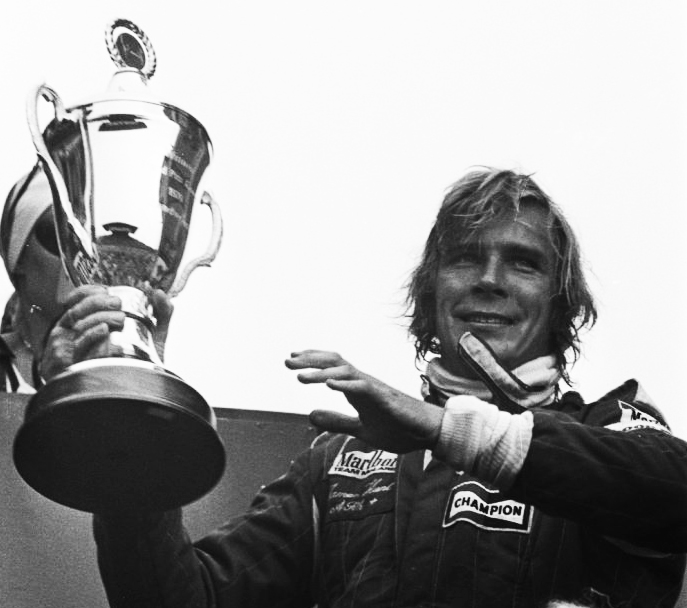
Loppets vinnare, James Hunt.